# Morio Kasai
Morio Kasai (葛西 森夫?, Kasai Morio; Shiura, 29 settembre 1922 – Sendai, 8 dicembre 2008) è stato un chirurgo giapponese.
Focalizzò le sue ricerche nel campo della chirurgia pediatrica, in un'epoca in cui non si era ancora affermata come specialità indipendente. È noto per aver inventato la epatoportoenterostomia, una procedura chirurgica atta a curare casi di atresia biliare. L'intervento è noto ancora oggi come "procedura di Kasai".
Laureato alla Università del Tōhoku, Kasai vi restò per la maggior parte della sua carriera. Nonostante sia principalmente conosciuto per la procedura che porta il suo nome, si occupò anche della peritonite in neonati e bambini e i suoi studi contribuirono alla comprensione del carcinoma dell'esofago, del tumore del fegato pediatrico e della malattia di Hirschsprung. Esercitò la professione fino al 1993 e spese gli ultimi anni di carriera a capo di un ospedale nel Tōhoku. Ebbe un infarto nel 1999 e morì nel 2008.